# Johan Turi
Johan Turi narozen jako Johannes Olsen Thuri, psán také jako Johan Tuuri nebo Johan Thuri nebo Johan Thuuri (12. března 1854, Kautokeino (Guovdageaidnu), Norsko – 30. listopadu 1936, Jukkasjärvi (lap. Čohkkiras)), Švédsko) byl první sámský autor, který publikoval autorskou práci v sámštině.

## Život
Turi se narodil do chudé rodiny pastevců sobů, která pocházela z Kautokeina. Turi se svou rodinou přestěhoval v roce 1880 do Švédska do farnosti Jukkasjärvi. I přesto, že Turiho rodina byli pastevci sobů, Turi se zajímal více o lov a rybolov, sám často chodil na dlouhé lovecké výpravy. Nikdy nenavštěvoval školu, číst a psát se naučil sám - prvně finsky, později sámsky. Žil velmi jednoduchý život i jako známý autor.
Během jeho života byly jeho knihy přeloženy do dánštiny, němčiny, švédštiny a angličtiny.

## Dílo
- 1910 Muitalus sámiid birra (Vyprávění o Sámech)
- 1920 Sámi deavsttat (Sámské texty)
- 1931 Duoddaris (Z hor) - o cestě na sever

V češtině si od Turiho můžeme přečíst sedm pověstí a pohádek v knize Noidova smrt. Jsou to: "Z lovu na medvěda", "O vlku", "Hadí kámen", "Uldové a Gieddagaš-Galggo", "Jak si dva muži vyšli lovit chlupatého dědka", "Noid Dopar", "O jméně hory Giebosduoddar, ležící na sever od Váhčiru". Tyto texty jsou překladem z knihy Sámi deavsttat a Muitalus sámiid birra. Další ukázky z knihy Muitalus sámiid birra vyšly v časopise PLAV.

### Muitalus sámiid birra
Turiho kniha o Laponsku je první publikovanou laponskou knihou, která vzešla z pera laponského spisovatele. Kniha vychází z každodenního života Laponce - pastevce sobů, jímž Turi byl. Kniha je beletristickým dílem, navíc má i účel politický. Turi se zde jasně staví proti kolonizaci Laponska. Popisuje tradiční sámské zvyky, víru, lidové léčitelství, zabývá se i původní laponskou literaturou (založenou především na ústní slovesnosti). Nabízí historické pozadí mnoha pověstí. V kapitole o sámských písních popisuje, jak se jojk dostal mezi Sámy. Podle Svonniho se jedná o jednu z nejlepších studií na toto téma (Svonni,487).
Poslední kapitola jeho knihy má název "Příběhy o podivných zvířatech v zemi sámské". Je to alegorie postavení Sámů v době, kdy Turi psal svoji knihu. Sámy přirovnává ke zvířatům, kterým byla sebrána půda a ony nevědí, jak se mají chovat, ale nenechají se zastrašit.
Kniha je doplněna vlastními Turiho kresbami.
Jak říká Harald Gaski: "Turi popisoval skutečnost a zároveň psal beletrii, jeho dílo je literaturou i sociální studií a esejem současně. Je to holistická a dojemná kniha o etnografii a antropologii, o historii a folkloru, zkrátka je to "Příběh o Sámech"." (Sámové, 184-185)

#### Sámské edice Muitalus sámiid birra
- 1910 - první vydání, vydání sámské (první svého druhu) a v dánském překladu, další 2 reedice
- 1965 - Stockholm : Alimus skuv'la-doaimahat ; Kungl. Skolöverstyrelsen
- 1987 - Jokkmokk : Sámi girjjit, editor Mikael Svonni a Samuli Aikio, severní sámština
- 1987 - Jokkmokk : Sámi girjjit, reedice knihy z roku 1910
- 2010 - Karasjok : ČálliidLágádus, redaktor Mikale Svonni

- veškeré edice této knihy na: http://www.worldcat.org/title/muitalus-samiid-birra/

#### Překlady Muitalus sámiid birra
- dánsky - 1910 - Emilie Demant Hatt, nepřesný překlad
- německy - 1912 - Frankfurt, Rütten und Loening
- švédsky - 1917
- anglicky - 1931 - Londýn, Jonathan Cape
- anglicky - 2011 - Chicago, Nordic Studies Press, editor Thomas A. Dubois - první vydání přeložené do angličtiny přímo z originálu
- francouzsky - 1974 - Paříž, F. Maspero
- finsky - 1979 - Helsinki, Samuli Aikio
- maďarsky - 1983 - Budapešť, Gondolat, József Erdődi a Anna Bede

## Spolupráce sEmilií Demant Hatt
Emilie Demant Hatt (1873 - 1958) byla dánská umělkyně, spisovatelka a etnoložka. Vystudovala umění v Kodani, ale poté, co se v roce 1904 seznámila s Johanem Turim, začala studovat sámské jazyky a zajímat se o etnologii. V letech 1907-1908 pobývala v Laponsku a pozorovala tahy sobích nomádů. Svoje poznatky zveřejnila v Turiho knize.
Turi se seznámil s Emilií Demant Hatt ve vlaku během výzkumných cest do Švédska v roce 1904. Je zajímavé, že Johan Turi uměl sámsky, finsky a trošku švédsky, Emilie uměla pouze dánsky. Vždy si proto museli najít překladatele. Emilie má velký podíl na tom, že Turi začal psát, protože jej přesvědčila, že je pro Sámy velice důležité, "aby jeden z nich vyprávěl o svém životě v knize." (Sámové, 184)
Emilie Demant Hatt přidala do Turiho knihy Muitalus sámiid birra etnografický popis obyvatelstva založený na svých poznámkách, jež sesbírala během tří let, kdy cestovala po Laponsku. Emilie Demant Hatt tuto knihu přeložila do dánštiny.
Emilie pracovala také jako Turiho hospodyně a sekretářka, více než rok žila v rodině jeho bratra, aby mohla zkoumat nomádský život Sámů.